# ウィングコプター

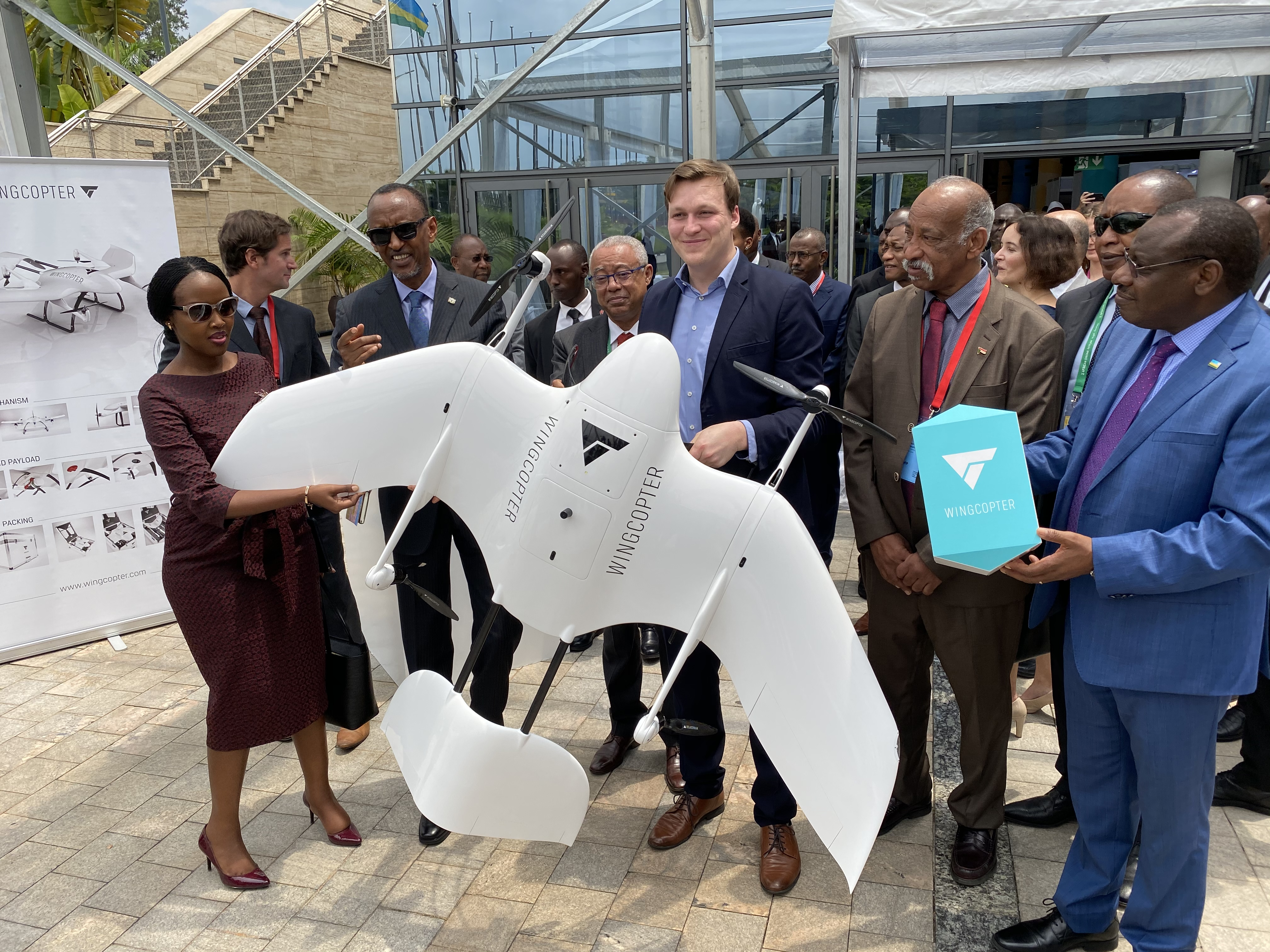
Wingcopter 178を ポール・カガメに披露する。

ウィングコプターGmbH（英語: Wingcopter GmbH）は、ラストマイル配送、マッピング、測量、検査を提供できる無人eVTOL配送ドローンの設計および製造するドイツの航空宇宙企業である。サービスエリアは、主にヨーロッパ、アフリカ。
同社の主力ドローンであるWingcopter 178 Heavy Lift (HL)は、2018年に遠隔操作ティルトローター航空機のギネス世界速度記録を樹立し、平均速度240.6 km/hrで飛行した。
現在までに、同社は商業および人道的組織と提携して、アフリカ、南太平洋、アイルランド、スコットランドで重要な物資のドローン配達を行っている。

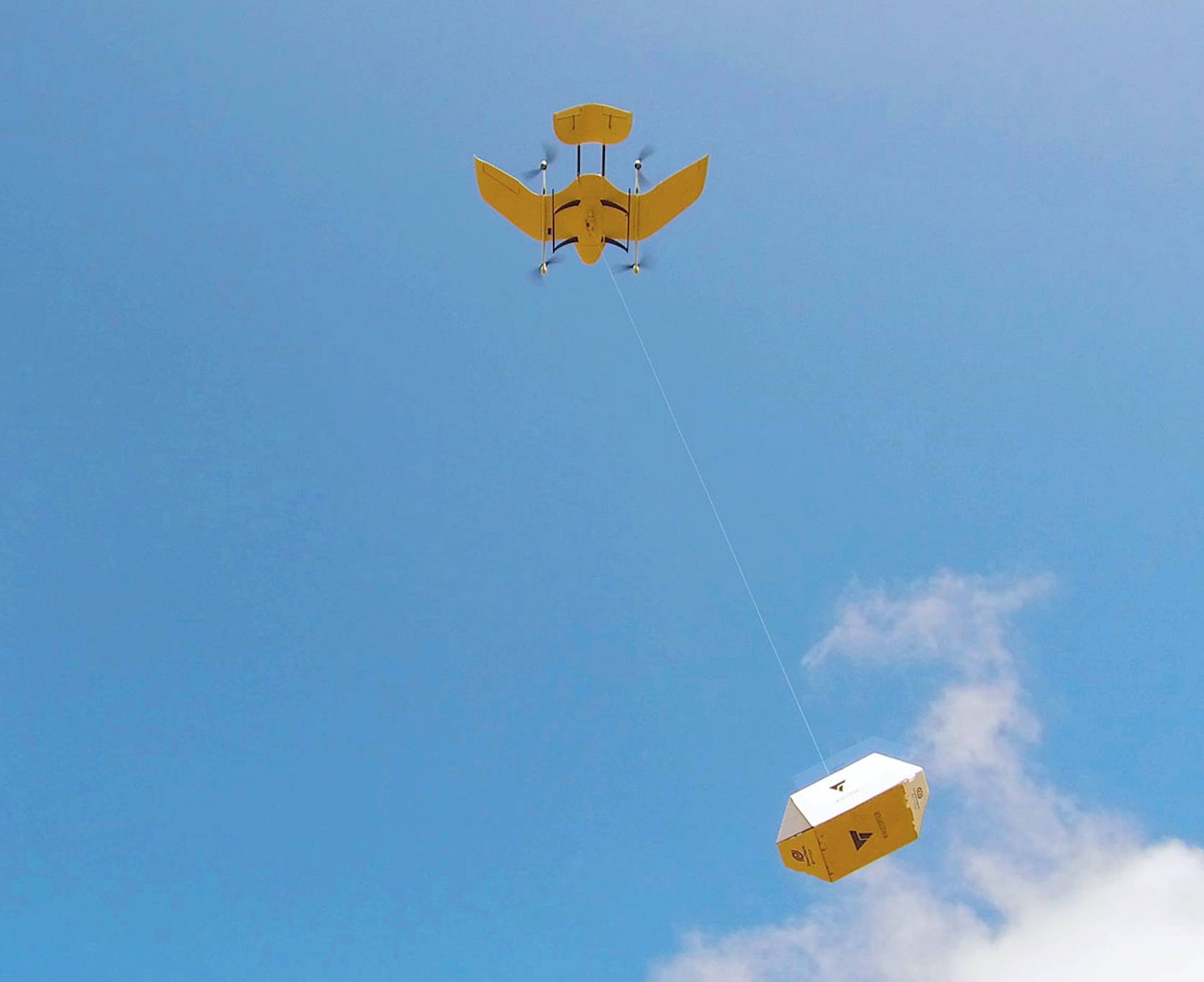
バヌアツでウインチ機構を通じてワクチンを届けるウィングコプター

COVID-19のパンデミックの間、ウィングコプターはタレス・グループ、スカイポート、NHSと提携して、スコットランドの離島の病院に医療検査サンプルやその他の物資を目視外飛行(BVLOS)で配達を行った。
同社は世界経済フォーラムから「2020テクノロジーパイオニア」として認められている
。同社は、配達ドローンの型式証明プログラムに参加するためにFAAによって選ばれた他の10のドローン会社の1つである。
日本
2022年3月29日、ウィングコプターは、伊藤忠商事とパートナーシップ契約を締結したことを発表した。

## ギャラリー

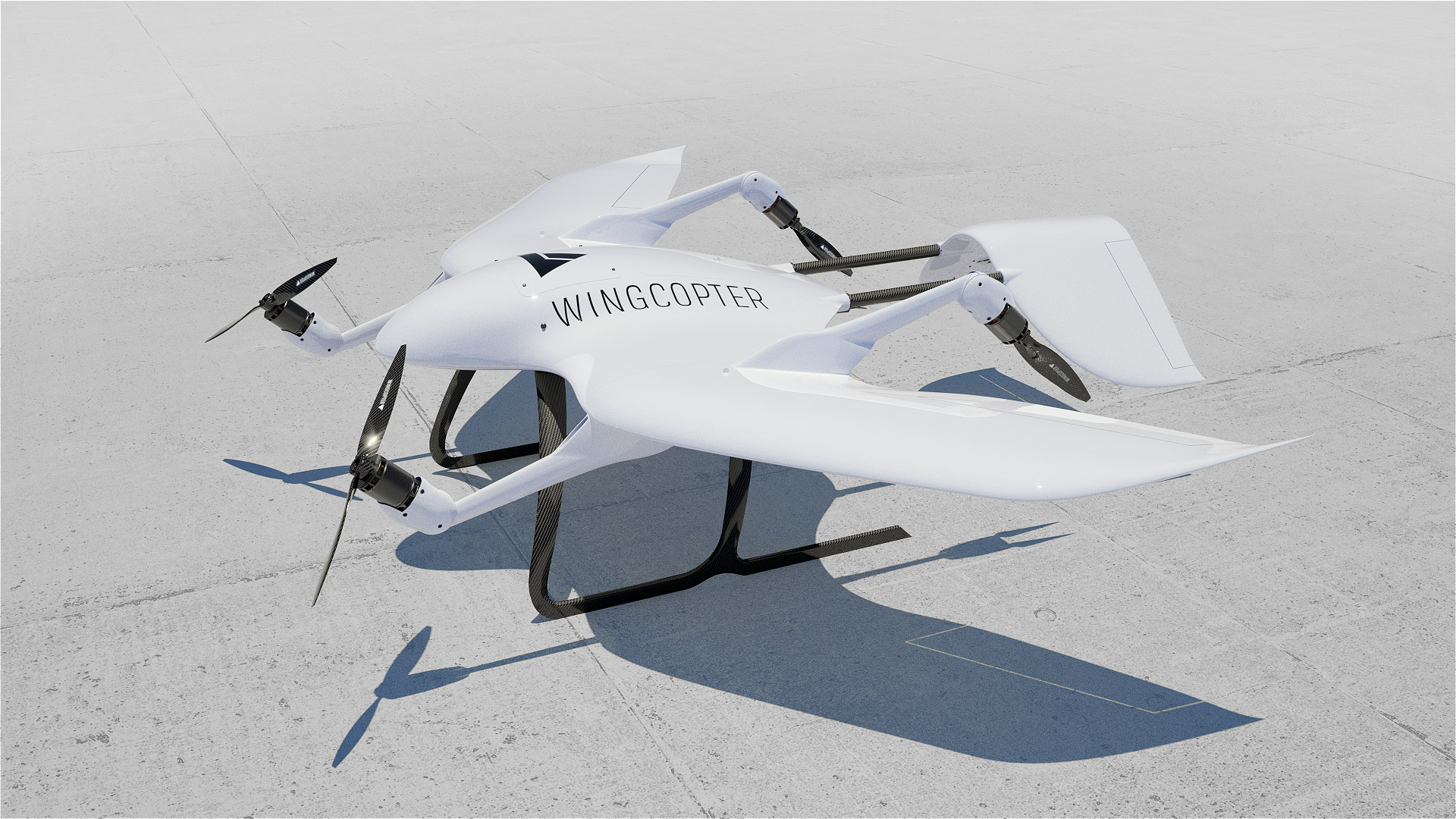
Wingcopter 178 HL
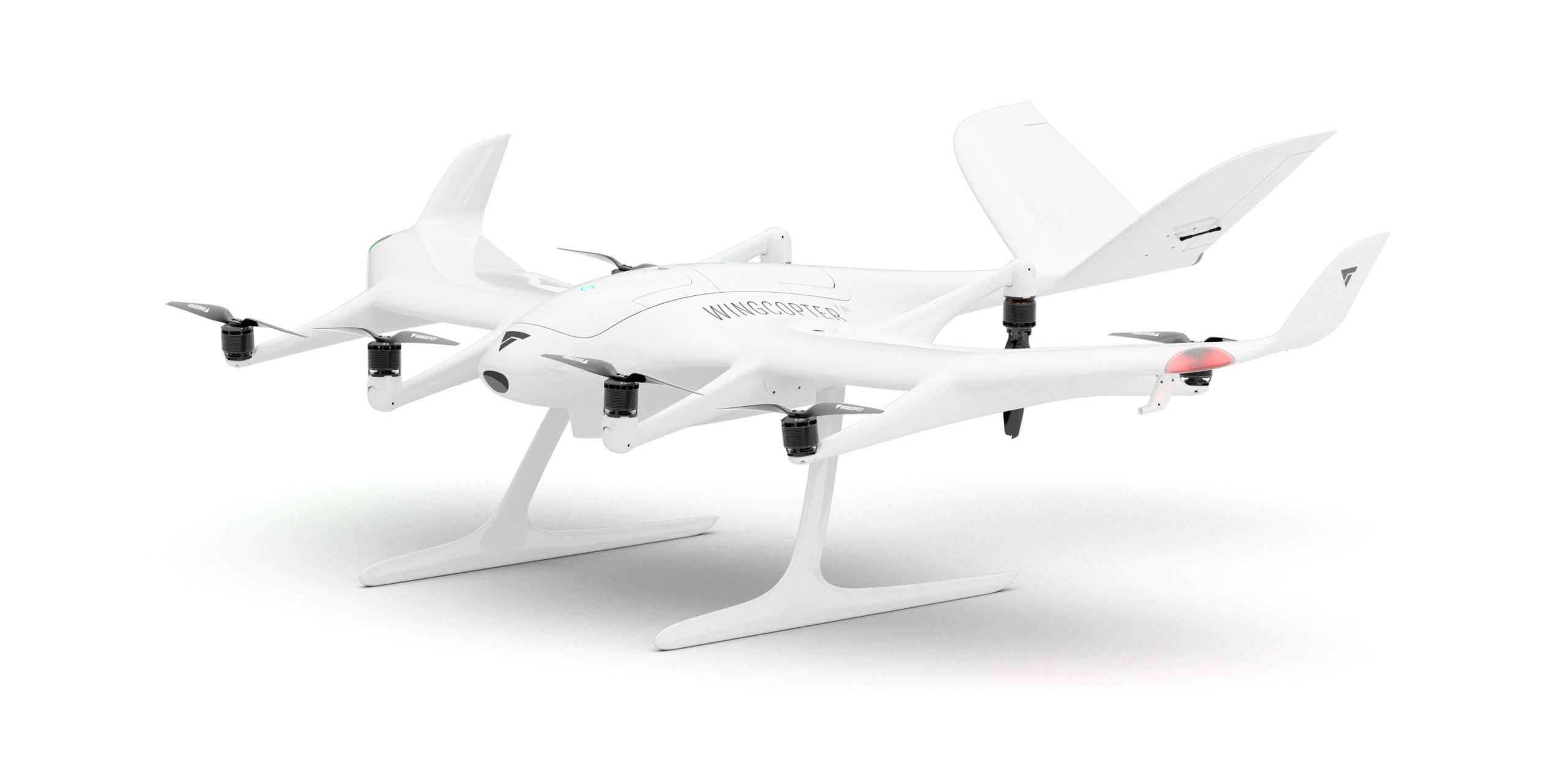
Wingcopter 198